# Spojené státy americké na Letních olympijských hrách 1904
Spojené státy americké na Letních olympijských hrách v roce 1904 v americkém Saint Louis reprezentovalo 526 sportovců, z toho 6 žen a 520 mužů, v 18 sportech.

## Medailisté
| Medaile | Jméno | Sport                | Soutěž                              |
| ------- | --- | -------------------- | ----------------------------------- |
| Zlato   | George Bryant | Lukostřelba          | Muži American dvě kola              |
| Zlato   | George Bryant | Lukostřelba          | Muži York dvě kola                  |
| Zlato   | Louis Maxson, Galen Spencer, William Thompson (lukostřelec), Robert Williams | Lukostřelba          | Družstvo mužů jedno kolo            |
| Zlato   | Matilda Howellová | Lukostřelba          | Ženy Columbia dvě kola              |
| Zlato   | Matilda Howellová | Lukostřelba          | Ženy National dvě kola              |
| Zlato   | Matilda Howellová, Eliza Pollock, Leonie Taylor, Emily Woodruff | Lukostřelba          | Družstvo žen jedno kolo             |
| Zlato   | Archie Hahn | Atletika             | Muži 60 m                           |
| Zlato   | Archie Hahn | Atletika             | Muži 100 m                          |
| Zlato   | Archie Hahn | Atletika             | Muži 200 m                          |
| Zlato   | Harry Hillman | Atletika             | Muži 400 m                          |
| Zlato   | Harry Hillman | Atletika             | Muži 200 m překážek                 |
| Zlato   | Harry Hillman | Atletika             | Muži 400 m překážek                 |
| Zlato   | James Lightbody | Atletika             | Muži 800 m                          |
| Zlato   | James Lightbody | Atletika             | Muži 1500 m                         |
| Zlato   | James Lightbody | Atletika             | Muži 2590 m steeplechase            |
| Zlato   | Thomas Hicks | Atletika             | Muži marathon                       |
| Zlato   | Frederick Schule | Atletika             | Muži 110 m překážek                 |
| Zlato   | David Munson, Arthur L. Newton, Paul Pilgrim, George Underwood, Howard Valentine | Atletika             | Družstvo mužů 4 mile                |
| Zlato   | Meyer Prinstein | Atletika             | Muži skok daleký                    |
| Zlato   | Meyer Prinstein | Atletika             | Muži trojskok                       |
| Zlato   | Samuel Jones | Atletika             | Muži skok vysoký                    |
| Zlato   | Charles Dvorak | Atletika             | Muži skok o tyči                    |
| Zlato   | Ray Ewry | Atletika             | Muži skok vysoký z místa            |
| Zlato   | Ray Ewry | Atletika             | Muži skok daleký z místa            |
| Zlato   | Ray Ewry | Atletika             | Muži trojskok z místa               |
| Zlato   | Ralph Rose | Atletika             | Muži vrh koulí                      |
| Zlato   | Martin Sheridan | Atletika             | Muži hod diskem                     |
| Zlato   | John Flanagan | Atletika             | Muži hod kladivem                   |
| Zlato   | Max Emmerich | Atletika             | Muži trojboj                        |
| Zlato   | George Finnegan | Box                  | Muži váha muší do 47,6 kg           |
| Zlato   | Oliver Kirk | Box                  | Muži váha bantamová - do 52,2 kg    |
| Zlato   | Oliver Kirk | Box                  | Muži pérová váha do 56,7 kg         |
| Zlato   | Harry Spanjer | Box                  | Muži lehká váha do 61.2 kg          |
| Zlato   | Albert Young | Box                  | Muži váha lehká střední do 65,8 kg  |
| Zlato   | Charles Mayer | Box                  | Muži váha střední do 71,7 kg        |
| Zlato   | Samuel Berger | Box                  | Muži váha těžká do 71,7 kg          |
| Zlato   | Marcus Hurley | Cyklistika           | Muži 1/4 mile                       |
| Zlato   | Marcus Hurley | Cyklistika           | Muži 1/3 mile                       |
| Zlato   | Marcus Hurley | Cyklistika           | Muži 1/2 mile                       |
| Zlato   | Marcus Hurley | Cyklistika           | Muži 1 mile                         |
| Zlato   | Burton Downing | Cyklistika           | Muži 2 mile                         |
| Zlato   | Burton Downing | Cyklistika           | Muži 25 mil                         |
| Zlato   | Charles Schlee | Cyklistika           | Muži 5 mil                          |
| Zlato   | George Sheldon | Skoky do vody        | Muži věž 10 m                       |
| Zlato   | William Dickey | Skoky do vody        | Muži skok do dálky                  |
| Zlato   | Edward Cummins, Kenneth Edwards, Chandler Egan, Walter Egan, Robert Hunter, Nathaniel Moore, Mason Phelps, Daniel Sawyer, Clement Smoot, Warren Wood                                   | Golf                 | Družstvo mužů                       |
| Zlato   | Julius Lenhart | Sportovní gymnastika | Muži víceboj – jednotlivci          |
| Zlato   | Anton Heida | Sportovní gymnastika | Muži combined ???                   |
| Zlato   | Anton Heida | Sportovní gymnastika | Muži hrazda                         |
| Zlato   | Anton Heida | Sportovní gymnastika | Muži kůň našíř                      |
| Zlato   | Anton Heida | Sportovní gymnastika | Muži přeskok                        |
| Zlato   | Edward Hennig | Sportovní gymnastika | Muži hrazda                         |
| Zlato   | Edward Hennig | Sportovní gymnastika | Muži club swinging ???              |
| Zlato   | George Eyser | Sportovní gymnastika | Muži šplh na laně                   |
| Zlato   | George Eyser | Sportovní gymnastika | Muži přeskok                        |
| Zlato   | George Eyser | Sportovní gymnastika | Muži bradla                         |
| Zlato   | Herman Glass | Sportovní gymnastika | Muži kruhy                          |
| Zlato   | Charles Jacobus | Roque                |                                     |
| Zlato   | Frank Greer | Veslování            | Muži skif                           |
| Zlato   | Robert Farnan, Joseph Ryan | Veslování            | Muži dvojka bez kormidelníka        |
| Zlato   | John Mulcahy, William Varley | Veslování            | Muži dvojskif                       |
| Zlato   | George Dietz, August Erker, Albert Nasse, Arthur Stockhoff | Veslování            | Muži čtyřka bez kormidelníka        |
| Zlato   | Louis Abell, Charles Armstrong, Frederick Cresser, Joseph Dempsey, John Exley, James Flanagan, Michael Gleason, Harry Lott, Frank Schell                                               | Veslování            | Muži osmiveslice                    |
| Zlato   | Charles Daniels | Plavání              | Muži 220 yd volný způsob            |
| Zlato   | Charles Daniels | Plavání              | Muži 440 yd volný způsob            |
| Zlato   | Charles Daniels, Louis Handley, Leo Goodwin, Joe Ruddy | Plavání              | Muži štafeta 4 x 50 yd volný způsob |
| Zlato   | Beals Wright | Tenis                | Muži dvouhra                        |
| Zlato   | Edgar Leonard, Beals Wright | Tenis                | Muži čtyřhra                        |
| Zlato   | Claire Doro, Patrick Flanagan, Sidney Johnson, Conrad Magnusson, Oscar Olson | Přetahování lanem    |                                     |
| Zlato   | David Bratton, Leo Goodwin, Louis Handley, David Hesser, Joe Ruddy, James Steen, George Van Cleaf                                                                                      | Vodní pólo           | Turnaj mužů                         |
| Zlato   | Oscar Osthoff | Vzpírání             | Muži celkově                        |
| Zlato   | Robert Curry | Zápas                | Muži volný styl do 47,6 kg          |
| Zlato   | George Mehnert | Zápas                | Muži volný styl do 52,2 kg          |
| Zlato   | Isidor Niflot | Zápas                | Muži volný styl do 56,7 kg          |
| Zlato   | Benjamin Bradshaw | Zápas                | Muži volný styl do 61,2 kg          |
| Zlato   | Otto Roehm | Zápas                | Muži volný styl do 65,8 kg          |
| Zlato   | Charles Ericksen | Zápas                | Muži volný styl do 71,7 kg          |
| Zlato   | Bernhoff Hansen | Zápas                | Muži volný styl nad 71,7 kg         |
| Stříbro | Robert Williams | Lukostřelba          | Muži American dvě kola              |
| Stříbro | Robert Williams | Lukostřelba          | Muži York dvě kola                  |
| Stříbro | William Clark, Samuel Duvall, Charles Hubbard, Charles Woodruff | Lukostřelba          | Družstvo mužů jedno kolo            |
| Stříbro | Emma Cooke | Lukostřelba          | Ženy Columbia dvě kola              |
| Stříbro | Emma Cooke | Lukostřelba          | Ženy National dvě kola              |
| Stříbro | Emma Cooke, Mabel Taylor | Lukostřelba          | Družstvo žen jedno kolo             |
| Stříbro | William Hogenson | Atletika             | Muži 60 m                           |
| Stříbro | Nathaniel Cartmell | Atletika             | Muži 100 m                          |
| Stříbro | Nathaniel Cartmell | Atletika             | Muži 200 m                          |
| Stříbro | Frank Waller | Atletika             | Muži 400 m                          |
| Stříbro | Frank Waller | Atletika             | Muži 400 m překážek                 |
| Stříbro | Howard Valentine | Atletika             | Muži 800 m                          |
| Stříbro | Frank Verner | Atletika             | Muži 1500 m                         |
| Stříbro | Albert Corey | Atletika             | Muži marathon                       |
| Stříbro | Thaddeus Shideler | Atletika             | Muži 110 m překážek                 |
| Stříbro | Frank Castleman | Atletika             | Muži 200 m překážek                 |
| Stříbro | David Munson, Arthur L. Newton, Paul Pilgrim, George Underwood, Howard Valentine | Atletika             | Družstvo mužů 4 mile                |
| Stříbro | Daniel Frank | Atletika             | Muži skok daleký                    |
| Stříbro | Fred Englehardt | Atletika             | Muži trojskok                       |
| Stříbro | Garrett Serviss | Atletika             | Muži skok vysoký                    |
| Stříbro | LeRoy Samse | Atletika             | Muži skok o tyči                    |
| Stříbro | Joseph Stadler | Atletika             | Muži skok vysoký z místa            |
| Stříbro | Charles King | Atletika             | Muži skok daleký z místa            |
| Stříbro | Charles King | Atletika             | Muži trojskok z místa               |
| Stříbro | Wesley Coe | Atletika             | Muži vrh koulí                      |
| Stříbro | Ralph Rose | Atletika             | Muži hod diskem                     |
| Stříbro | John DeWitt | Atletika             | Muži hod kladivem                   |
| Stříbro | John Flanagan | Atletika             | Muži hod váhou - 56 liber           |
| Stříbro | John Grieb | Atletika             | Muži trojboj                        |
| Stříbro | Adam Gunn | Atletika             | Muži desetiboj                      |
| Stříbro | Miles Burke | Box                  | Muži váha muší do 47,6 kg           |
| Stříbro | George Finnegan | Box                  | Muži váha bantamová - do 52,2 kg    |
| Stříbro | Frank Haller | Box                  | Muži pérová váha do 56,7 kg         |
| Stříbro | Russell van Horn | Box                  | Muži lehká váha do 61.2 kg          |
| Stříbro | Harry Spanjer | Box                  | Muži váha lehká střední do 65,8 kg  |
| Stříbro | Benjamin Spradley | Box                  | Muži váha střední do 71,7 kg        |
| Stříbro | Charles Mayer | Box                  | Muži váha těžká do 71,7 kg          |
| Stříbro | Burton Downing | Cyklistika           | Muži 1/4 mile                       |
| Stříbro | Burton Downing | Cyklistika           | Muži 1/3 mile                       |
| Stříbro | Burton Downing | Cyklistika           | Muži 1 mile                         |
| Stříbro | Teddy Billington | Cyklistika           | Muži 1/2 mile                       |
| Stříbro | Oscar Goerke | Cyklistika           | Muži 2 mile                         |
| Stříbro | George E. Wiley | Cyklistika           | Muži 5 mil                          |
| Stříbro | Arthur F. Andrews | Cyklistika           | Muži 25 mil                         |
| Stříbro | Edgar Adams | Skoky do vody        | Muži skok do dálky                  |
| Stříbro | William Grebe | Šerm                 | Muži šavle                          |
| Stříbro | William O'Connor | Šerm                 | Muži singlestick ???                |
| Stříbro | Arthur Fox, Charles Tatham, Charles Townsend | Šerm                 | Družstvo mužů fleret                |
| Stříbro | Charles Bartliff Warren Brittingham Oscar Brockmeyer Alexander Cudmore Charles January John January Thomas January Raymond Lawler Joe Lydon Louis Menges Peter Ratican                 | Fotbal               |                                     |
| Stříbro | Chandler Egan | Golf                 | Muži jednotlivci                    |
| Stříbro | John Cady, Albert Bond Lambert, John Maxwell, Burt McKinnie, Ralph McKittrick, Francis Newton, Henry Potter, Frederick Semple, Stuart Stickney, William Stickney                       | Golf                 | Družstvo mužů                       |
| Stříbro | George Eyser | Sportovní gymnastika | Muži combined ???                   |
| Stříbro | George Eyser | Sportovní gymnastika | Muži kůň našíř                      |
| Stříbro | Anton Heida | Sportovní gymnastika | Muži bradla                         |
| Stříbro | William Merz | Sportovní gymnastika | Muži club swinging ???              |
| Stříbro | William Merz | Sportovní gymnastika | Muži kruhy                          |
| Stříbro | Charles Krause | Sportovní gymnastika | Muži šplh na laně                   |
| Stříbro | J. W. Dowling W. R. Gibson Patrick Grogan Tom Hunter Albert Lehman W. A. Murphy William Partridge George Passmore William T. Passmore W. J. Ross Jack Sullivan Albert Venn A. M. Woods | Lacros               |                                     |
| Stříbro | Smith Streeter | Roque                |                                     |
| Stříbro | James Juvenal | Veslování            | Muži skif                           |
| Stříbro | John Mulcahy, William Varley | Veslování            | Muži dvojka bez kormidelníka        |
| Stříbro | John Hoben, Joseph McLoughlin | Veslování            | Muži dvojskif                       |
| Stříbro | Charles Aman, Michael Begley, Martin Formanack, Frederick Suerig | Veslování            | Muži čtyřka bez kormidelníka        |
| Stříbro | Scott Leary | Plavání              | Muži 50 yd volný způsob             |
| Stříbro | Charles Daniels) | Plavání              | Muži 100 yd volný způsob            |
| Stříbro | Francis Gailey | Plavání              | Muži 220 yd volný způsob            |
| Stříbro | Francis Gailey | Plavání              | Muži 440 yd volný způsob            |
| Stříbro | Francis Gailey | Plavání              | Muži 880 yd volný způsob            |
| Stříbro | Hugo Goetz, David Hammond, Raymond Thorne, Bill Tuttle | Plavání              | Muži štafeta 4 x 50 yd volný způsob |
| Stříbro | Robert LeRoy | Tenis                | Muži dvouhra                        |
| Stříbro | Alphonzo Bell, Robert LeRoy | Tenis                | Muži čtyřhra                        |
| Stříbro | Max Braun, August Rodenberg, Charles Rose, William Seiling, Orrin Upshaw | Přetahování lanem    |                                     |
| Stříbro | Rex Beach, David Hammond, Charles Healy, Frank Kehoe, Jerome Steever, Edwin Swatek, Bill Tuttle                                                                                        | Vodní pólo           | Turnaj mužů                         |
| Stříbro | Frederick Winters | Vzpírání             | Muži celkově                        |
| Stříbro | Oscar Osthoff | Vzpírání             | Muži obouruč                        |
| Stříbro | John Hein | Zápas                | Muži volný styl do 47,6 kg          |
| Stříbro | Gustave Bauer | Zápas                | Muži volný styl do 52,2 kg          |
| Stříbro | August Wester | Zápas                | Muži volný styl do 56,7 kg          |
| Stříbro | Theodore McLear | Zápas                | Muži volný styl do 61,2 kg          |
| Stříbro | Rudolph Tesing | Zápas                | Muži volný styl do 65,8 kg          |
| Stříbro | William Beckman | Zápas                | Muži volný styl do 71,7 kg          |
| Stříbro | Frank Kugler | Zápas                | Muži volný styl nad 71,7 kg         |
| Bronz   | William Thompson | Lukostřelba          | Muži American dvě kola              |
| Bronz   | William Thompson | Lukostřelba          | Muži York dvě kola                  |
| Bronz   | George Bryant, Wallace Bryant, Cyrus Edwin Dallin, Henry B. Richardson | Lukostřelba          | Družstvo mužů jedno kolo            |
| Bronz   | Eliza Pollock | Lukostřelba          | Ženy Columbia dvě kola              |
| Bronz   | Eliza Pollock | Lukostřelba          | Ženy National dvě kola              |
| Bronz   | Fay Moulton | Atletika             | Muži 60 m                           |
| Bronz   | William Hogenson | Atletika             | Muži 100 m                          |
| Bronz   | William Hogenson | Atletika             | Muži 200 m                          |
| Bronz   | Herman Groman | Atletika             | Muži 400 m                          |
| Bronz   | Emil Breitkreutz | Atletika             | Muži 800 m                          |
| Bronz   | Lacey Hearn | Atletika             | Muži 1500 m                         |
| Bronz   | Arthur L. Newton | Atletika             | Muži marathon                       |
| Bronz   | Arthur L. Newton | Atletika             | Muži 2590 m steeplechase            |
| Bronz   | Lesley Ashburner | Atletika             | Muži 110 m překážek                 |
| Bronz   | George Poage | Atletika             | Muži 200 m překážek                 |
| Bronz   | George Poage | Atletika             | Muži 400 m překážek                 |
| Bronz   | Robert Stangland | Atletika             | Muži skok daleký                    |
| Bronz   | Robert Stangland | Atletika             | Muži trojskok                       |
| Bronz   | Louis Wilkins | Atletika             | Muži skok o tyči                    |
| Bronz   | Lawson Robertson | Atletika             | Muži skok vysoký z místa            |
| Bronz   | John Biller | Atletika             | Muži skok daleký z místa            |
| Bronz   | Joseph Stadler | Atletika             | Muži trojskok z místa               |
| Bronz   | Lawrence Feuerbach | Atletika             | Muži vrh koulí                      |
| Bronz   | Ralph Rose | Atletika             | Muži hod kladivem                   |
| Bronz   | James Mitchel | Atletika             | Muži hod váhou - 56 liber           |
| Bronz   | William Merz | Atletika             | Muži trojboj                        |
| Bronz   | Truxtun Hare | Atletika             | Muži desetiboj                      |
| Bronz   | Frederick Gilmore | Box                  | Muži pérová váha do 56,7 kg         |
| Bronz   | Peter Sturholdt | Box                  | Muži lehká váha do 61.2 kg          |
| Bronz   | Joe Lydon | Box                  | Muži váha lehká střední do 65,8 kg  |
| Bronz   | William Michaels | Box                  | Muži váha těžká do 71,7 kg          |
| Bronz   | Teddy Billington | Cyklistika           | Muži 1/4 mile                       |
| Bronz   | Teddy Billington | Cyklistika           | Muži 1/3 mile                       |
| Bronz   | Teddy Billington | Cyklistika           | Muži 1 mile                         |
| Bronz   | Burton Downing | Cyklistika           | Muži 1/2 mile                       |
| Bronz   | Marcus Hurley | Cyklistika           | Muži 2 mile                         |
| Bronz   | Arthur F. Andrews | Cyklistika           | Muži 5 mil                          |
| Bronz   | George E. Wiley | Cyklistika           | Muži 25 mil                         |
| Bronz   | Frank Kehoe | Skoky do vody        | Muži věž 10 m                       |
| Bronz   | Leo Goodwin | Skoky do vody        | Muži skok do dálky                  |
| Bronz   | William Grebe | Šerm                 | Muži singlestick ???                |
| Bronz   | Joseph Brady George Cooke Thomas Cooke Cormic Cosgrove Edward Dierkes Martin Dooling Frank Frost Claude Jameson Henry Jameson Johnson Leo O'Connell Harry Tate                         | Fotbal               |                                     |
| Bronz   | Burt McKinnie | Golf                 | Muži jednotlivci                    |
| Bronz   | Francis Newton | Golf                 | Muži jednotlivci                    |
| Bronz   | Douglass Cadwallader, Jesse Carleton, Harold Fraser, Arthur Hussey, Orus Jones, Allen Lard, George Oliver, Simeon Price, John Rahm, Harold Weber                                       | Golf                 | Družstvo mužů                       |
| Bronz   | William Merz | Sportovní gymnastika | Muži combined ???                   |
| Bronz   | William Merz | Sportovní gymnastika | Muži kůň našíř                      |
| Bronz   | William Merz | Sportovní gymnastika | Muži přeskok                        |
| Bronz   | George Eyser | Sportovní gymnastika | Muži hrazda                         |
| Bronz   | John Duha | Sportovní gymnastika | Muži bradla                         |
| Bronz   | Ralph Wilson | Sportovní gymnastika | Muži club swinging ???              |
| Bronz   | Emil Voigt | Sportovní gymnastika | Muži kruhy                          |
| Bronz   | Emil Voigt | Sportovní gymnastika | Muži šplh na laně                   |
| Bronz   | Charles Brown | Roque                |                                     |
| Bronz   | Constance Titus | Veslování            | Muži skif                           |
| Bronz   | John Joachim, Joseph Buerger | Veslování            | Muži dvojka bez kormidelníka        |
| Bronz   | Joseph Ravannack, John Wells | Veslování            | Muži dvojskif                       |
| Bronz   | Frank Dummerth, John Freitag, Lou Heim, Gustav Voerg | Veslování            | Muži čtyřka bez kormidelníka        |
| Bronz   | Charles Daniels | Plavání              | Muži 50 yd volný způsob             |
| Bronz   | Scott Leary | Plavání              | Muži 100 yd volný způsob            |
| Bronz   | Francis Gailey | Plavání              | Muži 1 mile volný způsob            |
| Bronz   | Jam Handy | Plavání              | Muži 440 yd prsa                    |
| Bronz   | Gwynne Evans, Bill Orthwein, Amedee Reyburn, Marquard Schwarz | Plavání              | Muži štafeta 4 x 50 yd volný způsob |
| Bronz   | Alphonzo Bell | Tenis                | Muži dvouhra                        |
| Bronz   | Edgar Leonard | Tenis                | Muži dvouhra                        |
| Bronz   | Clarence Gamble, Arthur Wear | Tenis                | Muži čtyřhra                        |
| Bronz   | Joseph Wear, Allen West | Tenis                | Muži čtyřhra                        |
| Bronz   | Oscar Friede, Charles Haberkorn, Harry Jacobs, Frank Kugler, Charles Thias | Přetahování lanem    |                                     |
| Bronz   | Gwynne Evans, Augustus Goessling, John Meyers, Bill Orthwein, Amedee Reyburn, Fred Schreiner, Manfred Toeppen                                                                          | Vodní pólo           | Turnaj mužů                         |
| Bronz   | Frank Kugler | Vzpírání             | Muži celkově                        |
| Bronz   | Frank Kugler | Vzpírání             | Muži obouruč                        |
| Bronz   | Gustav Thiefenthaler | Zápas                | Muži volný styl do 47,6 kg          |
| Bronz   | William Nelson | Zápas                | Muži volný styl do 52,2 kg          |
| Bronz   | Louis Strebler | Zápas                | Muži volný styl do 56,7 kg          |
| Bronz   | Charles Clapper | Zápas                | Muži volný styl do 61,2 kg          |
| Bronz   | Albert Zirkel | Zápas                | Muži volný styl do 65,8 kg          |
| Bronz   | Jerry Winholtz | Zápas                | Muži volný styl do 71,7 kg          |
| Bronz   | Fred Warmbold | Zápas                | Muži volný styl nad 71,7 kg         |